# Georges Lafenestre

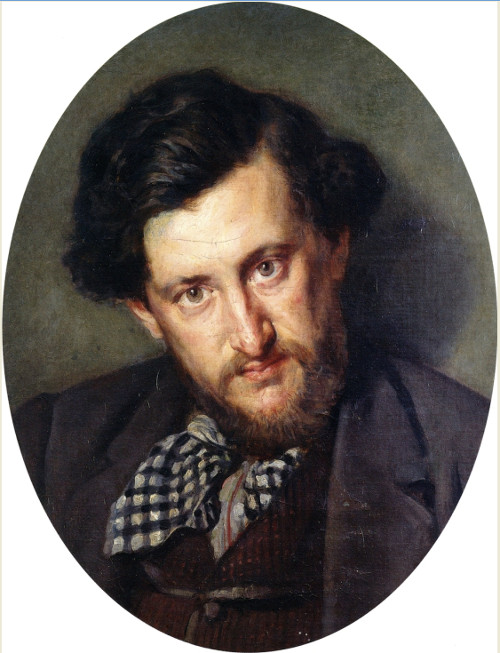
Georges Lafenestre.

Georges Édouard Lafenestre, född den 5 maj 1837 i Orléans, död den 20 maj 1919 i Bourg-la-Reine, var en fransk författare. 
Lafenestre, som var konservator vid Louvren och lärare vid dess skola, skrev flera diktsamlingar och konsthistoriska arbeten (La vie et l'oeuvre du Titien 1886, det europeiska måleriets historia 1893–1895, med flera). 